# 1986 QN
1986 QN är en asteroid i huvudbältet som upptäcktes den 25 augusti 1986 av den belgiske astronomen Henri Debehogne vid La Silla-observatoriet.
Den tillhör asteroidgruppen Astraea.